# 乐清湾跨海大桥
乐清湾大桥又称乐清湾跨海大桥。位于中国浙江省温州市乐清市到台州市玉环市。

## 项目建设背景
受区位条件、海岛地理特性和历史因素等影响，玉环陆域交通基础设施建设滞后，全市陆上交通仅靠只有二级标准的76省道（现S226省道）及复线与外界联通，且随着大麦屿港进行开发建设，通过国家验收对外开放，滚装轮渡和S226省道及其复线，现今的车流量都严重超出了当时设计通行能力，急需要一座高标准的跨海大桥改善玉环的交通区位条件。

## 规划
2011年2月，国家发改委（发改基础〔2011〕407号）批复同意乐清湾大桥及其接线工程项目建议书。
2013年2月，国家发改委（发改基础〔2013〕424号）批复同意乐清湾大桥及其接线工程可行性研究报告。8月13日，交通运输部（交公路发〔2013〕484号）批复同意乐清湾大桥及其接线工程初步设计。

## 建设
- 2011年12月12日，甬台温高速公路（复线）台州段暨乐清湾大桥及其接线工程动工仪式，在台州市玉环县举行。[6]
- 2014年7月29日，乐清湾跨海大桥1号桥开工。10月25日，乐清湾跨海大桥2号桥开工。[7]

2017年6月30日上午，乐清湾大桥合龙贯通仪式举行。
- 2017年9月30日，乐清湾1号桥实现全幅贯通。10月4日，乐清湾大桥2号桥实现全幅贯通。至此，乐清湾大桥全线贯通。[8]
- 2018年5月，乐清湾大桥2号桥主体工程基本完工，正在等待附属设施完工。[9]
- 2018年9月28日，大桥通车。[10]

## 工程线路走向
乐清湾大桥及接线工程起自温岭市城南街道，起点桩号K202+050接拟建的台州湾大桥及接线工程，经玉环市沙门镇、龙溪镇、玉城街道、芦浦镇，通过茅埏岛（海山乡）跨越乐清湾，止于乐清市南塘镇南塘枢纽，接已建成通车的甬台温高速公路，终点桩号K240+197，全长约38km。其中乐清湾1号桥起讫桩号为K228+265～K232+265，长4.0km，乐清湾2号桥的起讫桩号为K233+955～K237+185，路线长度3.230km；其余段落为海山大桥和路基，路线长度0.326km；海山互通连接线桩号LK0+000～LK0+935，路线长度0.935km。

## 影响
乐清湾跨海大桥及其接线工程通车后，玉环市海山乡也将告别不通公路的历史，原往返于玉环岛与茅埏岛之间的轮渡也将停运。与此同时，玉环市行政区域内也结束了「无高速公路」的历史。高速通车后，玉环到台州市区和路桥机场约40分钟，到温州约50分钟，到宁波约2小时，到杭州约3小时，到乐清、温岭火车站约40分钟，到温州火车站约50分钟。